# يون يو-سان
يون يو-سان (هانغل: 윤여산) هو لاعب كرة قدم كوري جنوبي في مركز الدفاع، ولد في 9 يوليو 1982 في كوريا الجنوبية. لعب مع إنتشون يونايتد.

## وصلات خارجية
- يون يو-سان على موقع دوري كوريا الجنوبية (الإنجليزية)
- يون يو-سان على موقع قاعدة بيانات كرة القدم.إي يو (الإنجليزية)